# Krásný Dvůr
Krásný Dvůr (německy Schönhof) je obec v okrese Louny v Ústeckém kraji. Žije v něm 630 obyvatel.

## Název
Název vesnice se v historických pramenech objevuje ve tvarech: Schonenhof (1295), Pulcra curia (1363), „de Krasneho dwora“ (1392), „z Krásného dvora“ (1437), „na… starym krasnym dworze“ (1573), Krasney dwuor (1580), Schönhof a Krasny Dwur (1787).

## Historie

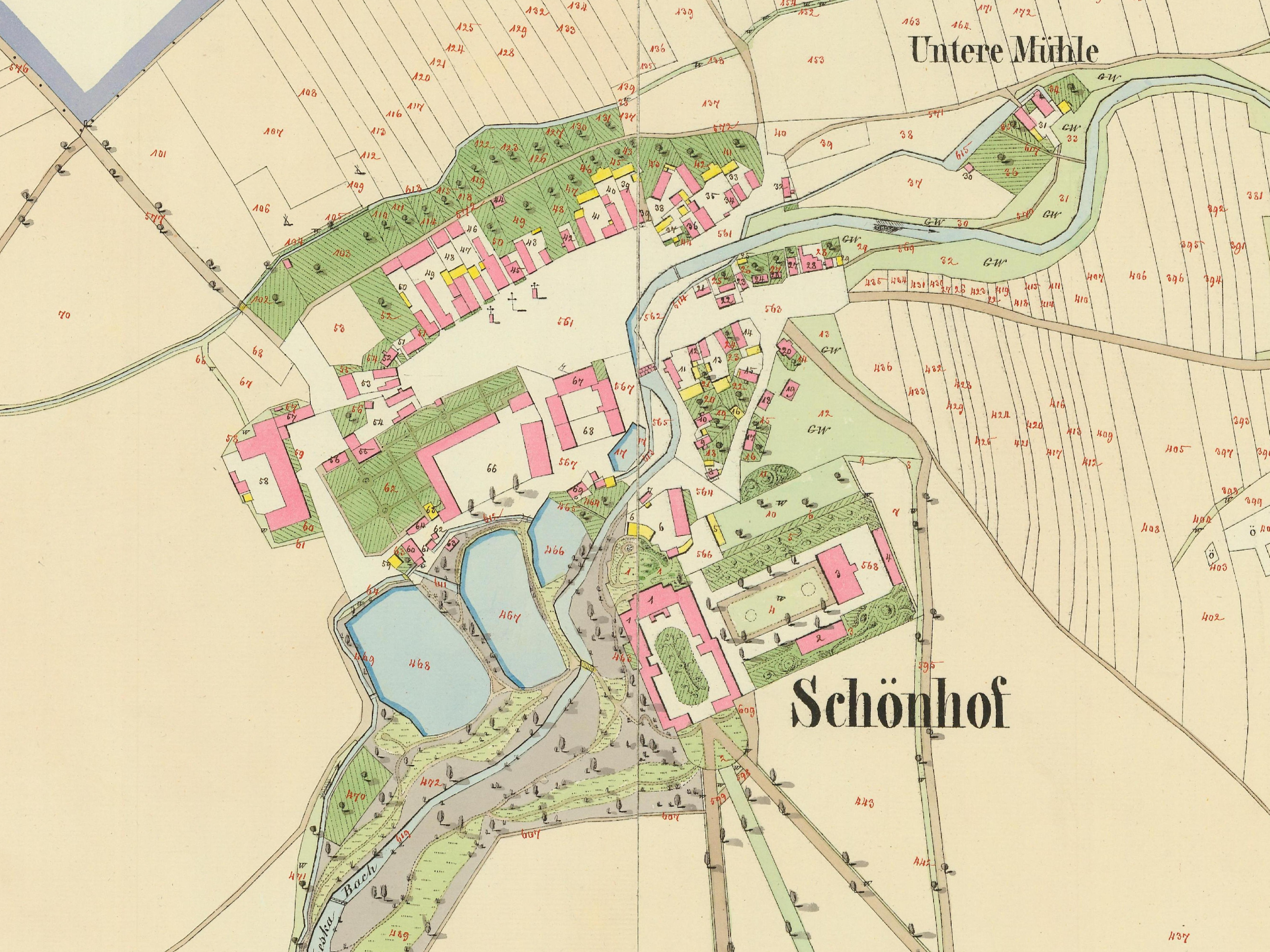
Krásný Dvůr (Schönhof) na Císařských otiscích map stabilního katastru, stav v roce 1843

První písemná zmínka o Krásném Dvoře pochází z roku 1295, kdy ve vsi sídlil Vilém, považovaný za zakladatele rodu Fremutů z Krásného Dvora. Panským sídlem bývala tzv. dolní tvrz, jejíž zbytky v podobě příkopů pozoroval August Sedláček v blízkosti mlýna. V letech 1363 a 1372 na tvrzi žili Fremut starší a Fremut mladší, přičemž Fremut mladší se později přestěhoval do Černoci a Krásný Dvůr zdědili bratři Oldřich a Jan, synové Fremuta staršího. V polovině patnáctého století došlo k rozdělení vesnice na dvě části. Jedna patřila v letech 1445 a 1448 Zikmundu Tasovi z Kysible a o druhý díl se dělili bratři Vilém a Jiří, kteří nejspíše patřili k rodu Fremutů. Rozdělení vsi se projevilo i stavbou druhého panského sídla, kterým se stala tzv. horní tvrz.
V roce 1495 vlastnil jeden díl vsi Mikuláš ze Žďáru. Spojit oba díly se podařilo Janu Mašťovskému z Kolovrat, byť Rudolf Anděl zároveň uvedl, že v první čtvrtině šestnáctého století celou vesnici vlastnil Václav Pětipeský. Jan Mašťovský z Kolovrat prodal roku 1572 dolní tvrz Albrechtovi Novohradskému z Kolovrat, ale už následujícího roku ji od něj za stejnou cenu koupil zpět. Vrchnost od té doby sídlila na horní tvrzi, která se stala jádrem krásnodvorského zámku, zatímco dolní tvrz zanikla.
Po třicetileté válce zůstala polovina usedlostí krásnodvorského panství pustá. Humprecht Jan Černín pak po roce 1651 opuštěné statky osídlil přistěhovalci ze Saska a Bavorska. Zároveň však začal navyšovat podanské povinnosti. To roku 1669 vedlo k nepokojům, při nichž se poddaní shromažďovali a požadovali snížení platů a omezení roboty. Svých požadavků nedosáhli, protože vrchnost je jako povstalce postavila před soud. Další vzpoura sedláků vypukla v roce 1680, ale byla tvrdě potlačena.
Spory Černínů s poddanými pokračovaly i v osmnáctém století, protože nákladné úpravy zámku i dalších rodových sídel nutily vrchnost k dalšímu zvyšování dávek i roboty. Poddanské protesty přesto zůstaly marné. Snaha o větší příjmy však Černíny vedla k rozvoji podnikání. Od devatenáctého století začali v okolí vesnice ve velkém chovat ovce, pěstovat cukrovou řepu a roku 1854 přestavěli zámecký pivovar na cukrovar. Do vsi se přistěhovali noví zaměstnanci, pro jejichž ubytování nechal Eugen Černín postavit tzv. ratejny.

## Obyvatelstvo
Při sčítání lidu v roce 1921 zde žilo 689 obyvatel (z toho 331 mužů), z nichž bylo 46 Čechoslováků, 631 Němců, jeden člověk jiné národnosti a jedenáct cizinců. S výjimkou dvou evangelíků, pěti židů a dvou členů jiných nezjišťovaných církví byli římskými katolíky. Podle sčítání lidu z roku 1930 měla vesnice 721 obyvatel: 116 Čechoslováků, 595 Němců, dva příslušníky jiné národnosti a osm cizinců. Kromě římskokatolické většiny zde žilo jedenáct evangelíků, devatenáct členů církve československé, tři židé, tři členové jiných církví a šest lidí bez vyznání.
| Obec Krásný Dvůr | Obec Krásný Dvůr | Obec Krásný Dvůr | Obec Krásný Dvůr | Obec Krásný Dvůr | Obec Krásný Dvůr | Obec Krásný Dvůr | Obec Krásný Dvůr | Obec Krásný Dvůr | Obec Krásný Dvůr | Obec Krásný Dvůr | Obec Krásný Dvůr | Obec Krásný Dvůr | Obec Krásný Dvůr | Obec Krásný Dvůr |
| | 1869             | 1880             | 1890             | 1900             | 1910             | 1921             | 1930             | 1950             | 1961             | 1970             | 1980             | 1991             | 2001             | 2011             |
| --- | ---------------- | ---------------- | ---------------- | ---------------- | ---------------- | ---------------- | ---------------- | ---------------- | ---------------- | ---------------- | ---------------- | ---------------- | ---------------- | ---------------- |
| Obyvatelé | 2 326            | 2 599            | 2 481            | 2 195            | 2 176            | 2 266            | 2 025            | 1 080            | 1 132            | 993              | 978              | 834              | 718              | 667              |
| Místní část Krásný Dvůr                                                                                                |                  |                  |                  |                  |                  |                  |                  |                  |                  |                  |                  |                  |                  |                  |
| Obyvatelé | 787              | 863              | 845              | 752              | 705              | 689              | 721              | 379              | 522              | 418              | 557              | 503              | 454              | 433              |
| Domy | 75               | 88               | 114              | 119              | 126              | 131              | 147              | 136              | 272              | 120              | 138              | 158              | 152              | 164              |
| Data z roku 1961 zahrnují i domy z místních částí Brody, Chotěbudice, Chrašťany, Němčany, Vysoké Třebušice, Zlovědice. |                  |                  |                  |                  |                  |                  |                  |                  |                  |                  |                  |                  |                  |                  |

## Části obce
- Krásný Dvůr
- Brody
- Chotěbudice
- Chrašťany
- Němčany
- Vysoké Třebušice
- Zlovědice

## Pamětihodnosti
- Zámek na jižním okraji obce

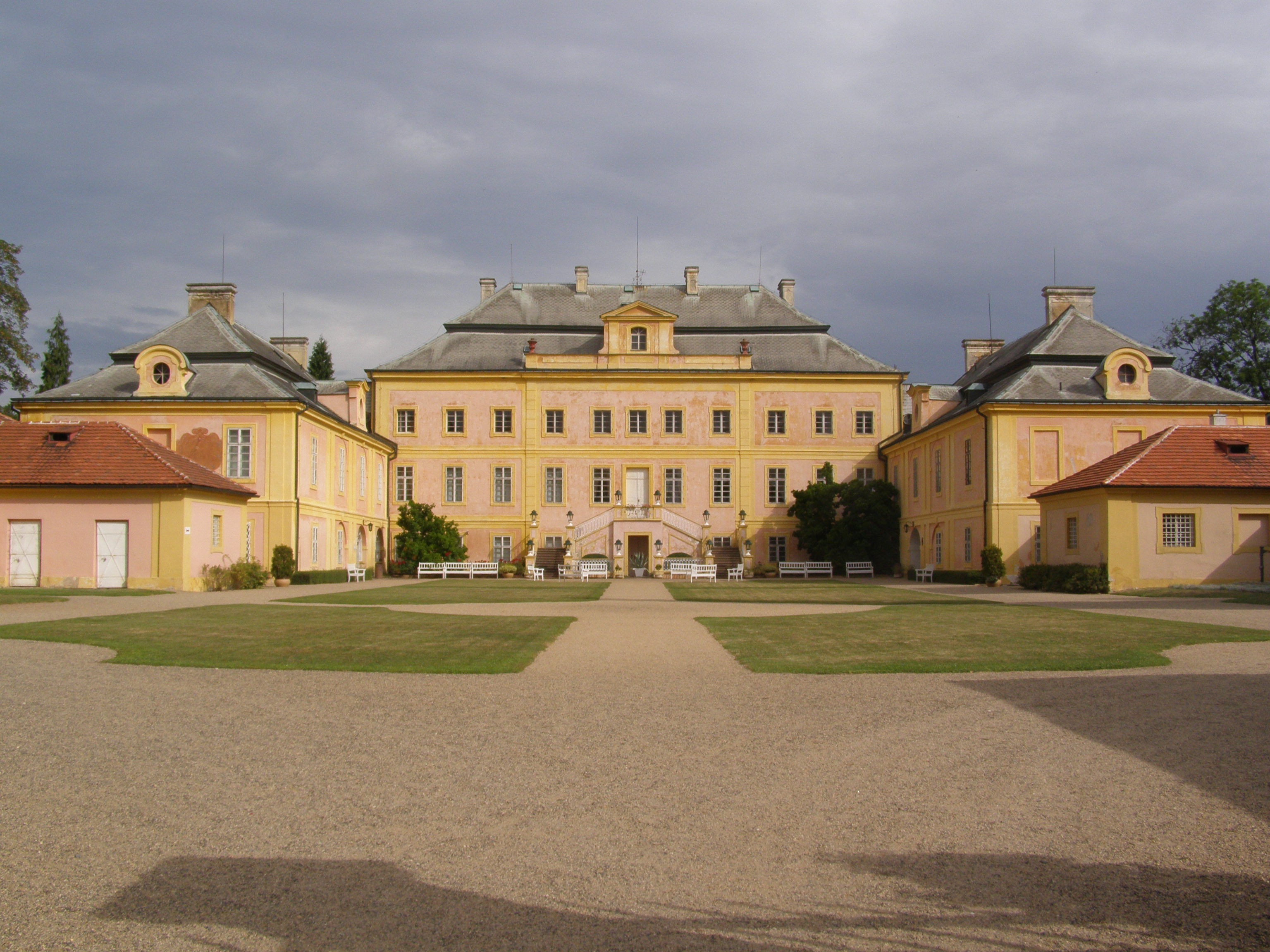
Zámek Krásný Dvůr

- Socha svatého Floriána na náměstí u kostela
- Pomník obětem druhé světové války na náměstí
- Pamětní kříž z roku 1720 na náměstí u kostela
- Boží muka přemístěná z původní polohy ve vsi Chrašťany do krásnodvorského zámeckého parku

Nezapsané v seznamu kulturních památek:
- Kostel svatého Václava[13] na návsi byl postavený v novorománském slohu z výtěžku veřejné sbírky v roce 1861. Často bývá uváděn jako kostel nebo kaple zasvěcená Panně Marii.[14]
- Venkovská a maloměstská zástavba z 19. a první poloviny 20. století (především na náměstí a v jeho okolí)
- Hřbitov v polích jihozápadně od obce
- Rozvalený podstavec kříže v polích za obcí, vpravo od silnice do Chrašťan
- Historická budova nádraží – i přes svůj relativně dobrý stav stržená v prosinci 2015
- Doupovská dráha – soustava lokálních tratí s prázdninovým a svátečním provozem

## Přírodní zajímavosti

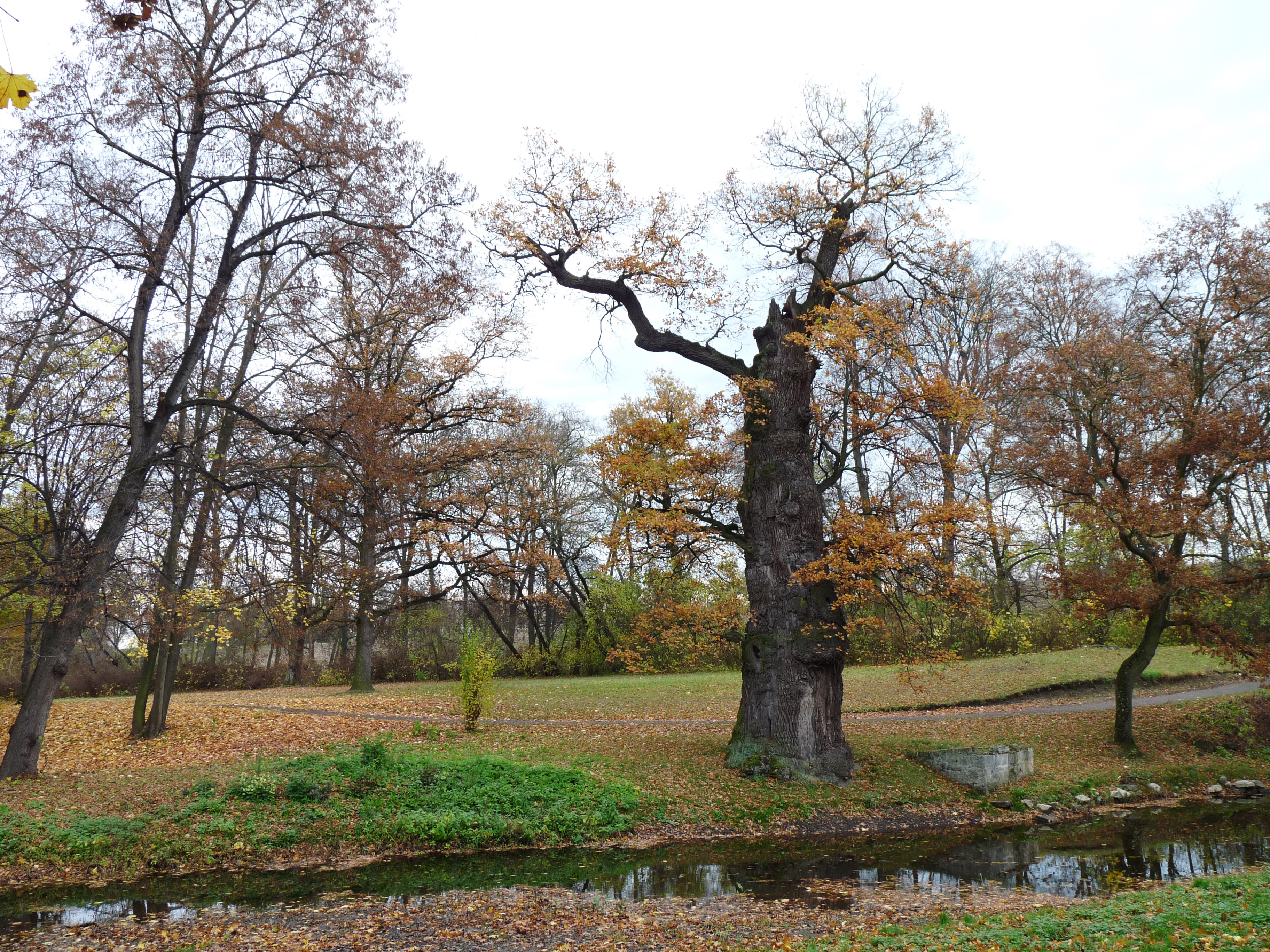
Zámecký park (přírodní památka Krásný Dvůr)

- Zámecká zahrada francouzského typu východně od zámku a na čestném dvoře (nádvoří)
- Rozsáhlý zámecký park anglického typu západně a jihozápadně od zámku s torzem prastarého Goethova dubu, který byl do svého zániku jedním z nejstarších a nejmohutnějších stromů ČR, údolím potoka Leska, čtyřmi rybníky (mj. Snílek a Velký rybník) a Poustevníkovou roklí s jeskyní
- Na území zámeckého parku byla k ochraně vzácných druhů hmyzu v roce 2012 vyhlášena přírodní památka Krásný Dvůr.
- Zalesněný vrch Kozel (364 metrů) západně od obce
- Holý vrch Kozí hřbet (413 metrů) jihozápadně od obce (již mimo katastr) – vyhlídkový bod na Krásnodvorsko a Podbořansko

## Osobnosti
- Franz Klutschak (11. února 1814, Praha – 21. července 1886, Krásný Dvůr), český německojazyčný novinář, od roku 1836 člen redakce, v letech 1844–1877 vedoucí redaktor a od roku 1881 vydavatel pražského deníku Bohemia, jehož úroveň výrazně pozvedl. Zabýval se i vlastivědou českých zemí a topografií Prahy.[15]
- Adalbert Schindelar (5. ledna 1865, Krásný Dvůr – 11. října 1926, Vídeň), teolog, první biskup starokatolické církve v Rakousku, studoval teologii v německém Bonnu a později působil jako starokatolický kněz a farář v Arnultovicích u Nového Boru a Jablonci nad Nisou, od roku 1921 jako biskup ve Vídni. V Krásném Dvoře žil pravděpodobně až do roku 1879, kdy začal chodit na mostecké a posléze na českolipské gymnázium.
- Josef Johann Horschik (16. února 1874, Krásný Dvůr – 24. dubna 1955, Drážďany), německý básník, prozaik a autor písňových textů, vydal tři svazky básní a písní, jeden román a jeden svazek novel. Od roku 1898 působil jako obchodní příručí v Drážďanech, do té doby pravděpodobně žil v Krásném Dvoře nebo zde přinejmenším často pobýval.

## Fotogalerie

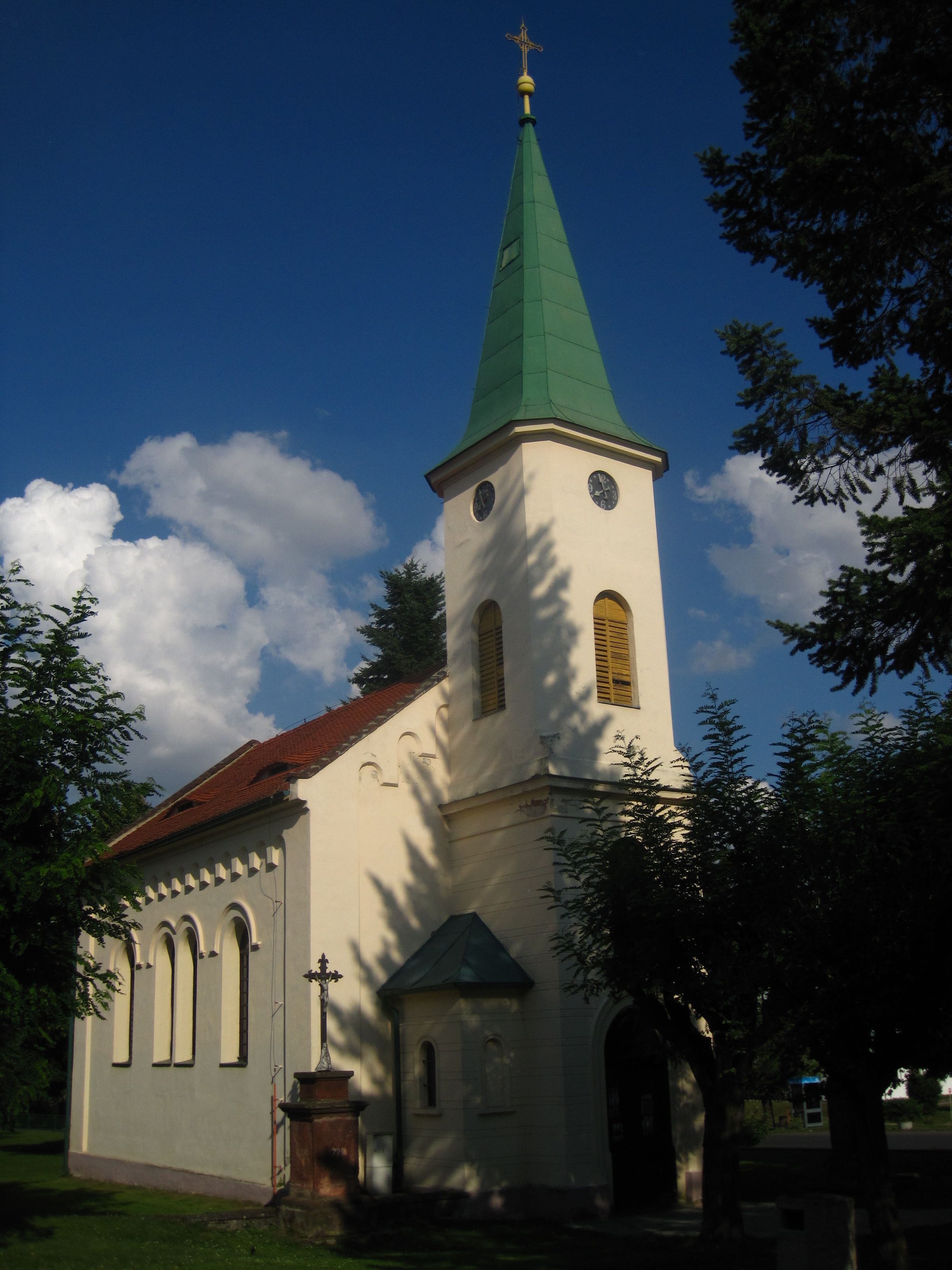
Kostel Jména Panny Marie
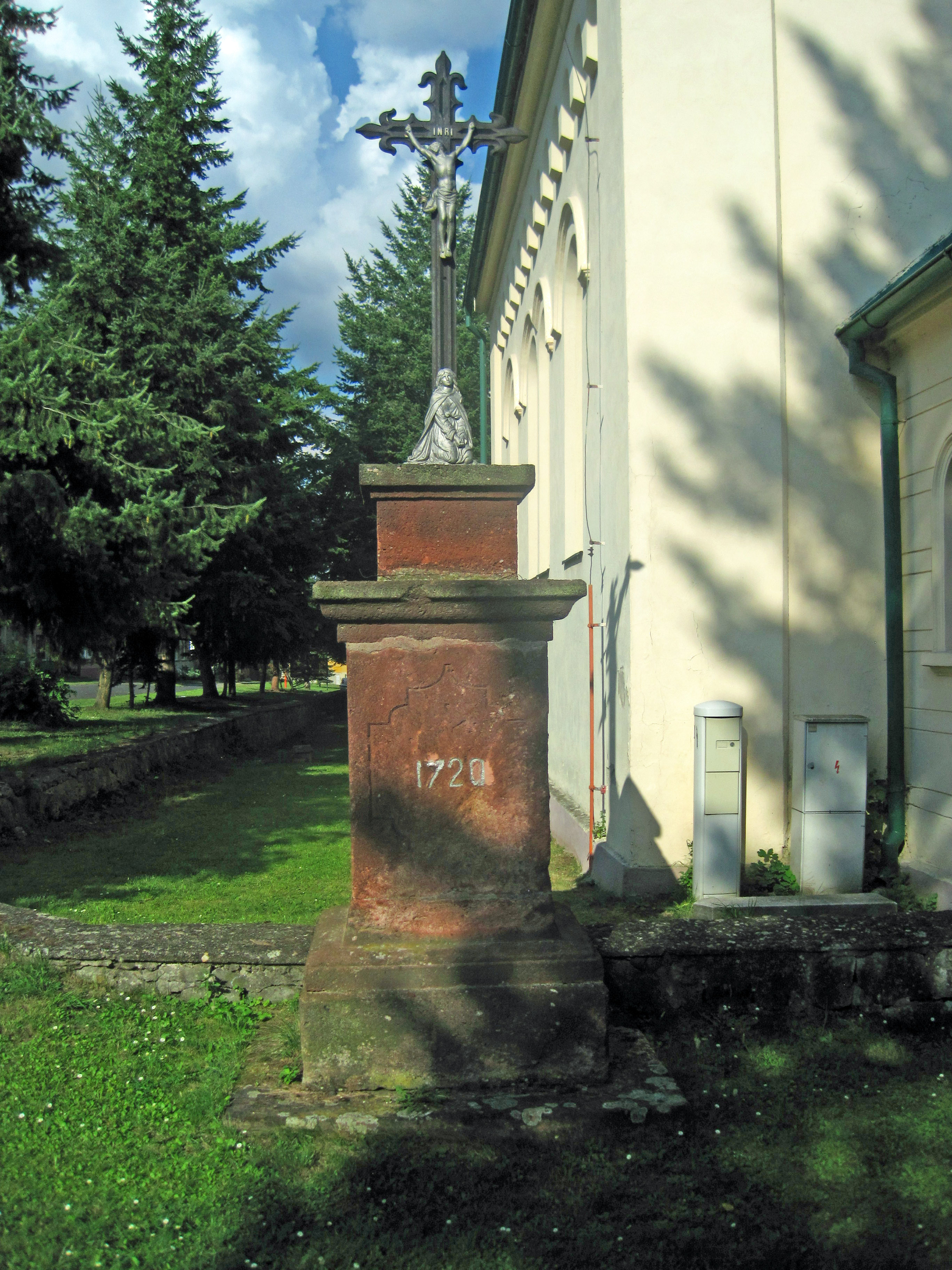
Pamětní kříž u kostela
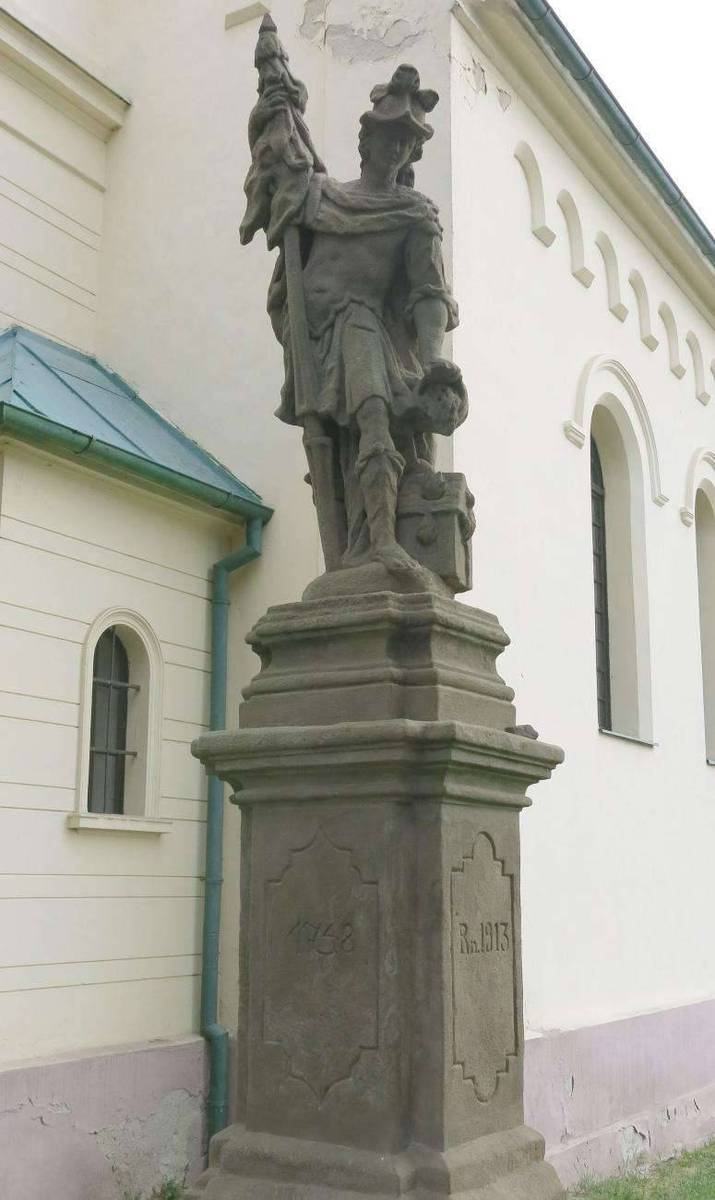
Socha svatého Floriána u kostela
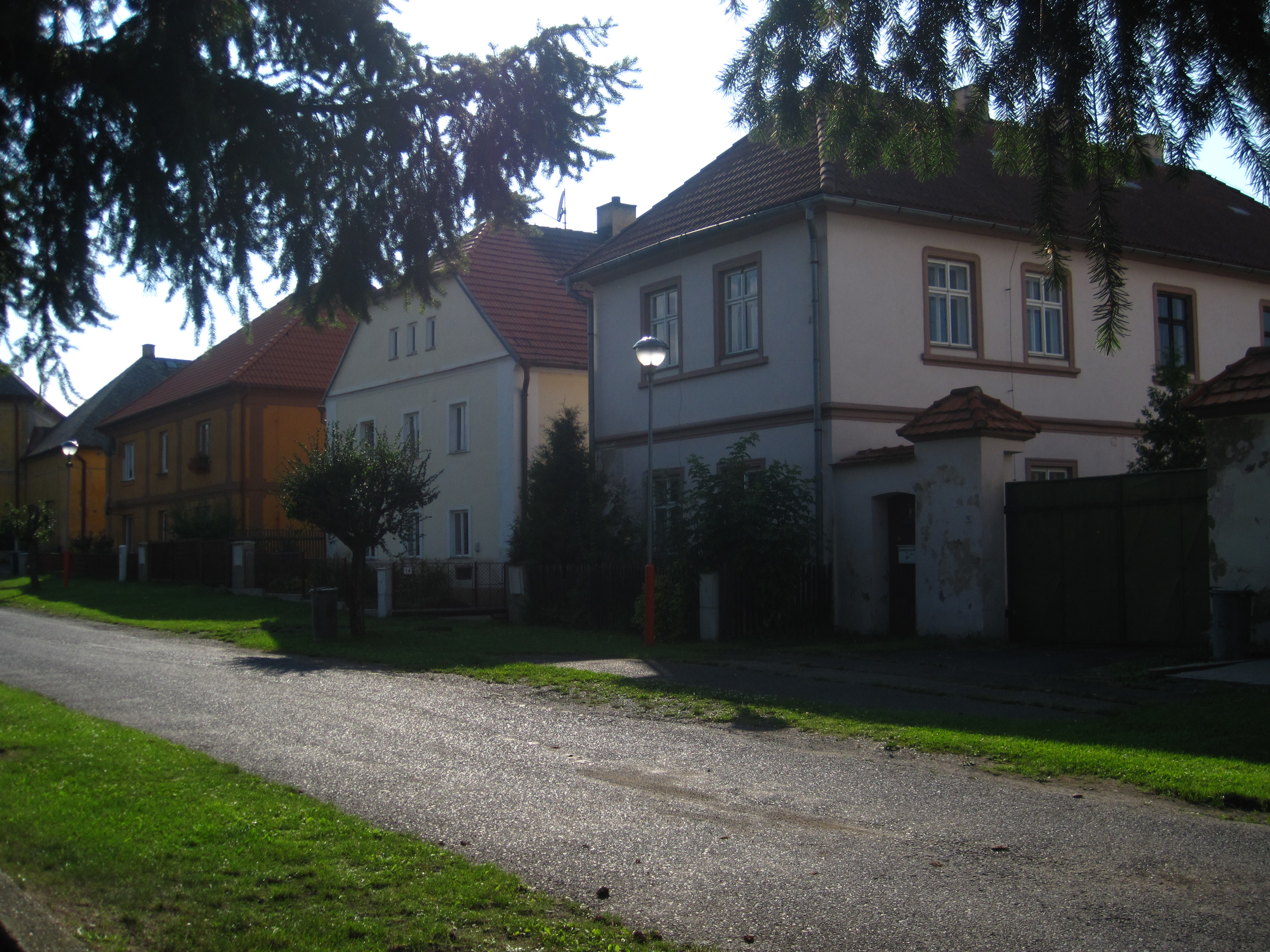
Domy čp. 13, 14 a 15 na náměstí
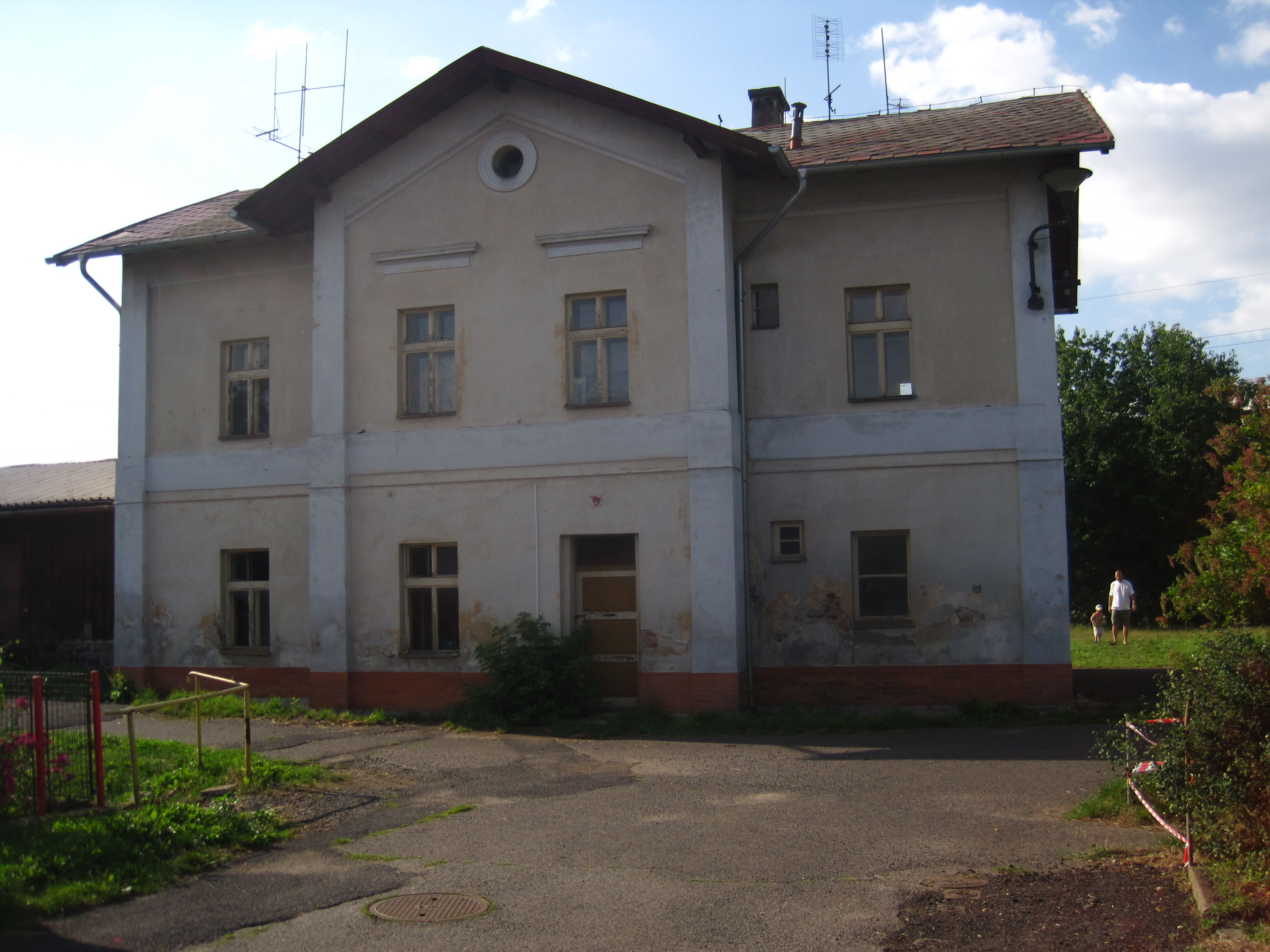
Bývalá nádražní budova